# Erora opisena
Erora opisena is een vlinder uit de familie van de Lycaenidae. De wetenschappelijke naam van de soort werd als Thecla opisena in 1912 gepubliceerd door Hamilton Herbert Druce.